# Hagenia abyssinica
Hagenia es un género monotípico de plantas perteneciente a la familia de las rosáceas. Su única especie: Hagenia abyssinica, llamada comúnmente cabotz, es originaria de África. Es la única especie del género Hagenia , y su pariente más cercano es el género Leucosidea .

## Descripción
Es un árbol delgado de hasta 20 m de altura, con un tronco corto y ramas gruesas, y corteza pelada. Las hojas son compuestas y miden hasta 40 cm de largo, con 7-13 folíolos, cada uno de 10 cm de largo con un margen finalmente serrado, verde el haz, plateado el envés. Las flores son de color blanco y naranja, beige o rosa, se producen en panículas de 30-60 cm de largo.

## Distribución
Se encuentra en las montañas del centro y el este de África. También tiene una distribución discontinua en las altas montañas de África oriental de Sudán y Etiopía, en el norte, a través de Kenia, Uganda, Ruanda, Burundi, República Democrática del Congo y Tanzania para Malaui y Zambia, en el sur.

## Hábitat
En general, se encuentra desde los 2000-3000 m de altitud, en zonas que reciben 1000-1500 mm de precipitación anual. Se puede encontrar creciendo en el bosque mixto con Podocarpus, Afrocarpus , y otros árboles, y en los bosques secos y bosques de montaña donde Hagenia es dominante, o en bosques mixtos de Hagenia y Juniperus procera.
Hagenia abyssinica es usado como alimento por las larvas de la lepidoptera Agrotis segetum.

## Toxicidad
Las flores de la especie Hagenia abyssinica contienen sustancias cuyo consumo puede provocar problemas en la salud humana según el compendio publicado por la Autoridad Europea de Seguridad Alimentaria en 2012. En concreto se ha detectado la presencia de derivados del floroglucinol como la kosotoxina, protokosina y alfa y beta kosina ue pueden causar deficiencias visuales y retinotoxicidad en humanos.

## Aplicaciones medicinales
Kosso , kousso o Cussó es una droga que se compone de las panículas de las flores pistiladas de Hagenia. Según la undécima edición de la Encyclopaedia Britannica, el medicamento fue importado "en forma de rodillos cilíndricos, de aproximadamente 18 pulgadas de largo y 2 pulgadas de diámetro, y comprende la inflorescencia completa o panoja mantenida por una banda transversal  alrededor de ella. " El principio activo es koussin o Kosin, C31H33O10, que es soluble en alcohol y álcali, y puede administrarse en dosis de dos gramos. Kosso también se utiliza en la forma de una infusión de las flores no deformadas en polvo, que se tragan con el líquido. Se considera  un efectivo antihelmíntico para la solitaria del cerdo ( Taenia solium ). En su acción antihelmíntica es similar al helecho macho ( Dryopteris filix-mas ).
El uso de Kosso fue tomado de Etiopía, donde según Richard Pankhurst citando a Merab dice que "cubría una cuarta parte de la farmacopea de ese país". Sin embargo, su uso principal era, hasta bien entrado el siglo XIX, para combatir las infecciones por cestodos, que es endémico debido al consumo generalizado de alimentos que contienen carne cruda de res.

## Taxonomía
Hagenia abyssinica fue descrita por Johann Friedrich Gmelin y publicado en Systema Naturae . . . editio decima tertia, aucta, reformata 2: 613, en el año 1791
Sinonimia
- Brayera anthelmintica Kunth (1824)
- Banksia abyssinica Bruce
- Hagenia anthelmintica.